# Kießling (Rosenthal am Rennsteig)

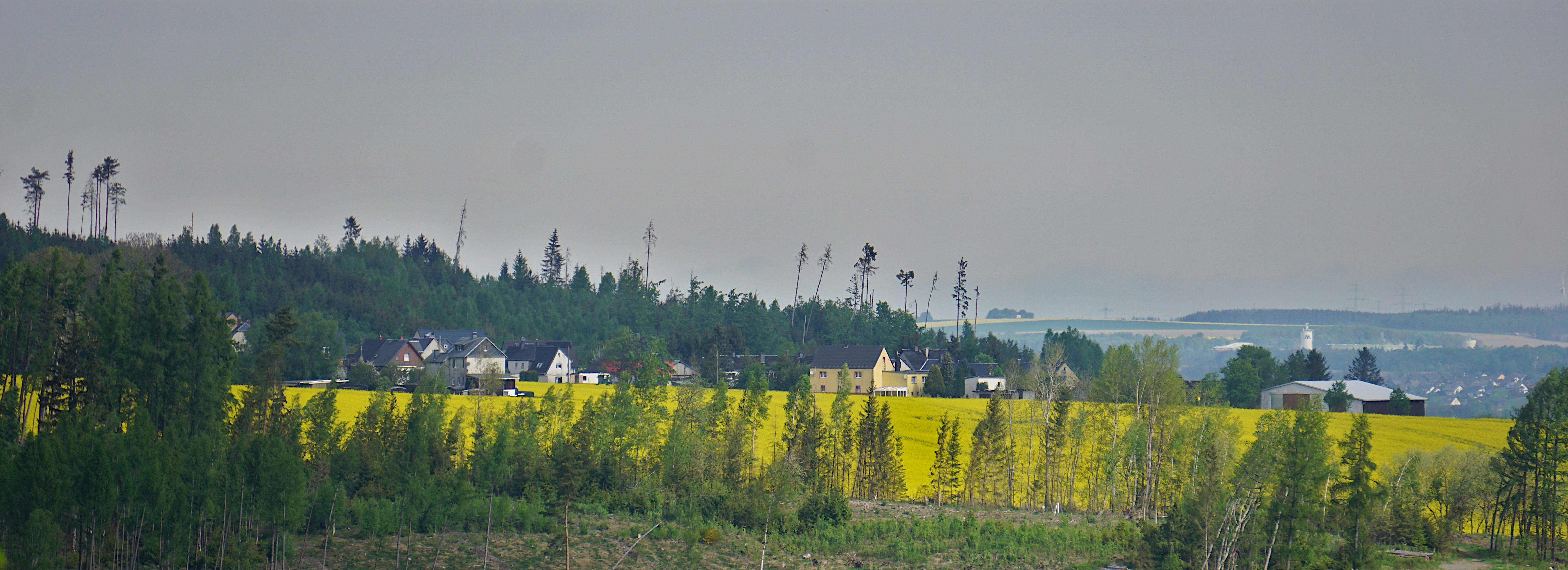
Kießling von Lichtenberg aus

Kießling ist ein Ortsteil der Gemeinde Rosenthal am Rennsteig im Saale-Orla-Kreis in Thüringen.

## Geografie
Der Ortsteil befindet sich an einem östlich zur Saale geneigten Hang und ist westlich mit bewaldeten Anhöhen eingerahmt. Durch den Ort verläuft der  Rennsteig. An der Wegespinne bei Kießling beginnt ein 3,4 km langer Wanderweg als Naturlehrpfad, der an der Staudenwiese vorbei und durch den Sieglitzgrund führt. Kießling ist mit Harra, das unmittelbar an der Saale liegt, und Blankenstein über Ortsverbindungsstraßen verkehrsmäßig angebunden.

## Geschichte
Kießling soll schon am 10. November 1181 erstmals urkundlich genannt worden sein. Die Patrimonialgerichtsbarkeit über den Ort lag bis 1851 beim Rittergut Kießling.
Die Umgebung des Ortes wird bis heute land- und forstwirtschaftlich genutzt. Bis zum Dreißigjährigen Krieg und vermindert bis ins 18./19. Jahrhundert hinein wurde in der Kießlinger Flur Eisen- und Kupfererz abgebaut. In den Wäldern wurde zu diesen Zeiten Pech gewonnen, weswegen die Einwohner bis heute scherzhaft Pechkratzer genannt werden.
Die bis dahin selbständige Gemeinde Kießling wurde zum 1. April 1923 nach Blankenstein eingemeindet. Im Zuge der Schließung der innerdeutschen Grenze wurde der Ortsteil 1961 der Gemeinde Harra zugeschlagen. Kießling gehörte bis zur Wende zur sog. Sperrzone, sodass Auswärtigen der Aufenthalt nur nach vorheriger Genehmigung (Passierschein) gestattet war. Dies betraf auch Harraer, da Harra selbst seit 1972 nicht mehr zum Sperrgebiet gehörte.